# NIGHT MIRAGE
『NIGHT MIRAGE 夜の蜃気楼』（ナイト・ミラージュ - よるのしんきろう）は、日本のロックバンドである一風堂の4枚目のオリジナル・アルバム。
1983年7月21日にEPIC・ソニーレコードからリリースされた。前作『RADIO FANTASY』（1981年）より2年振りとなる作品であり、作詞・作曲はほぼすべて土屋昌巳が担当しているが、1曲のみ見岳章が担当しているほか作詞家として仲畑貴志およびスティーヴ・ジャンセンが参加、プロデュースは土屋が担当している。
シングル「すみれ September Love」（1982年）の大ヒット後にリリースされた作品であるが同曲は未収録となっている。レコーディングには元ジャパン所属のスティーヴ・ジャンセンおよびリチャード・バルビエリや、ブランドX所属のパーシー・ジョーンズが参加している。テーマは「植物とジプシー」であり、当時の土屋の個人的な志向が全面的に反映されたソロでの多重録音に近い作品となっている。
本作からはサントリー「CANジンフィズ」のコマーシャルソングとして使用された「アフリカン・ナイツ」が先行シングルとしてシングルカットされたほか、土屋自身が出演したダイヤトーン「ロボティ」のコマーシャルソングとして使用された「ドリーム・オブ・ザ・ジプシーズ」がリカットとしてリリースされている。本作はオリコンアルバムチャートにおいて最高位第61位となったが、前作に引き続き海外においてもリリースされている。本作の後にリリースされたライブ・アルバム『live and zen』（1984年）を最後に一風堂は活動休止となったため、本作が最後のオリジナル・アルバムとなった。

## 背景
前々作『REAL』（1980年）リリース後、ベース担当であった赤尾敬文が一風堂から脱退、ライブ活動が困難となったために一風堂は活動休止状態となる。前作『RADIO FANTASY』（1981年）リリース後、同年8月からは矢野顕子の全国コンサートツアー「また会おね」に土屋昌巳はギタリストとして参加。土屋は坂本龍一および村上秀一、仙波清彦などと共に全国40か所前後を回ることとなった。また同時期に土屋は坂本のアルバム『左うでの夢』（1981年）にコーラスとして参加。11月には新宿ツバキハウスで開催されたMELONのライブに土屋が参加、イベントのために来日していたイギリスのロックバンドであるジャパンのメンバーが楽屋を訪れたことから土屋は初めてジャパンのメンバーと邂逅することとなった。12月にはEPIC / CBS U.K.からシングル「ふたりのシーズン」がイギリスにてリリースされ、また同国の公共放送であるBBCにて一風堂のプロモーション・フィルム『COSMIC CYCLE』が頻繁に放送され話題となる。
1982年1月22日にはイギリスにて『RADIO FANTASY』がリリースされ、イギリス以外にもカナダ、オーストラリア、ドイツなどでもリリースされた。同時期に土屋はカルピスの清涼飲料水「B&L」のコマーシャルソングとして使用されたキム・ワイルドの楽曲「ビター・イズ・ベター」（1982年）の作曲およびプロデュースのため渡英する。現地にて土屋は一風堂のプロモーション活動も行っている。1月30日からは土屋の初のソロ・アルバム『RICE MUSIC』のレコーディングがロンドンのエアー・スタジオにて開始される。4月1日にはシングル「ふたりのシーズン」がリリースされ、また同月には『RICE MUSIC』収録曲のための土屋と坂本のセッションがCBSソニー・六本木スタジオにて行われる。5月にはMELONのファースト・アルバムのレコーディングのため土屋は渡米したほか、THE MODSのアルバム『LOOK OUT』（1982年）のプロデュースを行う。6月21日には土屋のソロ・アルバム『RICE MUSIC』（1982年）がリリースされ、6月25日から7月28日までは高橋ユキヒロの初のソロ・コンサートツアーにギタリストとして参加。
7月21日にはカネボウ化粧品秋のキャンペーンソングとして企画されたシングル「すみれ September Love」（1982年）がリリースされる。コマーシャルのイメージ・キャラクターとして起用されたアメリカ合衆国の女優であるブルック・シールズのギャランティーが1億円であったことが話題となり、「すみれ September Love」も8月からヒット・チャートを上昇し始める。9月22日には同曲のヒットを受けて一風堂初のベスト・アルバム『LUNATIC MENU』（1982年）がリリースされる。10月1日からはイギリスのロックバンドであるジャパンの解散コンサートツアー「SONS OF PIONEER TOUR」が開始され、土屋はギタリストとして12月16日まで参加することとなる。同ツアーはストックホルムを皮切りにヨーロッパ各地や香港、日本を含む全44公演が行われており、ツアー最終地となった日本における日本武道館公演では坂本および高橋、矢野が客演として登場、また名古屋公演にてジャパンは解散を表明した。ツアー中の10月22日には「すみれ September Love」がオリコンチャートにて2位となり、またアルバム『LUNATIC MENU』はアルバム・チャートにて3位となる。同曲の大ヒットによりTBS系音楽番組『ザ・ベストテン』（1978年 - 1989年）や日本テレビ系音楽番組『ザ・トップテン』（1981年 - 1986年）などに頻繁に出演するようになったが、土屋はツアー中で海外に滞在していることが多かったためスタジオ出演は見岳章および藤井章司の2名のみとなった。
11月には土屋がテクニカル・アドバイスを担当したMELONのファースト・アルバム『DO YOU LIKE JAPAN?』（1982年）がリリースされる。12月1日にはカルチャー・クラブの楽曲「君は完璧さ」（1982年）のカバーとして制作された見岳初のソロ・シングルがリリースされ、同日には朝日新聞夕刊記事にて「ロンドン、パリのジャパン 内容的にも違和感のない土屋」と題したコンサート評論が掲載される。12月10日には2枚目となるベスト・アルバム『SOME-TIMES』およびシングル「アイ・ニード・ユー」がリリースされる。しかし同年を以ってドラムス担当の藤井章司が一風堂を脱退、以降2名編成となる。1983年1月6日に土屋はジャパンのライブ・アルバム『オイル・オン・キャンヴァス』（1983年）のミックスダウンのため渡米、2月にはソロ・アルバムのレコーディングのため見岳が渡英する。3月には土屋がアレンジを担当した山口美央子の3枚目のアルバム『月姫 MOONLIGHT PRINCESS』（1983年）がリリースされる。4月21日には見岳のソロ・アルバム『OUT OF REACH』（1983年）がリリースされたほか、サントリー「CANジンフィズ」のコマーシャルソングとして使用された一風堂のシングル「アフリカン・ナイツ」がリリースされる。4月29日から6月9日までは「ファイル・ツアー」と題したコンサートツアーを全国にて全19公演を行った。

## 録音、制作
本作のレコーディングは1983年3月1日からCBSソニー・六本木スタジオにて開始された。3月15日には本作のレコーディングに参加するためスティーヴ・ジャンセンおよびパーシー・ジョーンズが来日、また一週間遅れでリチャード・バルビエリも参加することとなった。本作は同メンバーも参加していた全国ツアー「ファイル・ツアー」と並行する形でレコーディングが進められた。本作のレコーディングは一部ロンドンのAIRスタジオにて行われているが、土屋の知り合いであったパティ・ノルダーという人物がAIRスタジオのブッキング・マネージャーに就任したために同スタジオが使用可能となった。ノルダーと友人であったために土屋はミッキー・モストが使用しているラックを使用するなど好き放題できたと述べている。また、後に土屋がプロデューサーを担当したTHE MODSのミニ・アルバム『GANG ROCKER』（1983年）のレコーディング時に、隣のスタジオではマイケル・ジャクソンとポール・マッカートニーが「セイ・セイ・セイ」（1983年）をレコーディングしており、これに関して土屋は「幸運だったというよりも、あれは彼女（ノルダー）が面白がってそういうブッキングやってたんだと思うんですけど」と述べている。
本作のレコーディングは最初にガイド・リズムの録音が行われた。それまではバンド形態であったため最初にドラマーによるリズム・セクションを録音する必要があったが、ドラマーの脱退により打ち込みを主体にした影響で必要であれば後から生ドラムに差し替えるというそれまでとは逆の手法が取られることとなった。インタビュアーから「一人多重録音っぽい録音方法」であると問われた土屋はこれを肯定している。土屋によればスタジオで作業していたのはほぼ土屋一人の状態であり、サポートとしてプログラマーの松武秀樹および藤井丈司が共同作業をしていたと述べている。インタビュアーから海外ミュージシャンがバッキングとして参加するのは当時は珍しいことであったのではと問われた土屋は、「ごく自然の成り行きでしたね。僕のやりたい音楽に似合うイメージで探していたメンバーが、たまたまイギリス人やアメリカ人だっただけで。いまだにミック・カーンやパーシー・ジョーンズみたいなベースを弾ける人は他にいませんからね」と述べている。
土屋は「すみれ September Love」のヒットに伴い似たような曲を制作する意図は全くなく、似た曲を制作しても仕上がりも容易に予測できる状態でありスリルも面白さも感じず、「結果が分かりきったものをやっても楽しめないですから」とコメントしており結果として個人的な音楽性に向かっていったと述べている。見岳は本作に関して「一風堂の中でも一番深い、大人の音ですよね。ノリノリの部分がぐっと押さえられた感じで」と述べたほか、スタジオ内にてほぼすべての制作が行われたと述べている。スティーヴ・ジャンセンのドラムスは通常に演奏したものを録音し、それをコンピュータに一度取り込んだ上で差し替えるという作業が行われており、いつまでも細かいフレーズを吟味しているジャンセンに対して、土屋は「すごいね。いつまで続くのそれは?」と笑いながら疑問を呈していたという。当時マネージャーであった財津尚弘は、本作は一風堂の名を使用した土屋のソロ・プロジェクトに近いものであったと述べている。また、スタッフ・クレジットに表記されている「プランツ・システム」に関して、土屋は実態があるものではなく、プログラミングの総称として用いたネーミングであると述べ、当時は松武と藤井のそれぞれが半分程度の作業を行っており、松武はローランドのMC-4を使用してリズムセッションを制作、上ものは土屋と藤井でNECのPC-8800シリーズとシーケンスソフトを使用して制作していたが、それぞれを個別に表記することを忌避した結果「プランツ・システム」というネーミングを使用することになったと述べている。

## 音楽性とテーマ
レコーディング開始時点での仮タイトルは『ドリーム・オブ・ザ・ジプシーズ』であり、アルバムコンセプトは「植物とジプシー」であると土屋は述べている。土屋は本作をソロ・アルバムに近いものであると発言、また「植物」とは自己の内面との対話であり、「ジプシー」とは旅行用のスーツケースを以って各地を転々としていた自分自身のイメージであると述べている。土屋は当時疲れ切っていたこともあり、インタビューにて「寂しくて、毎日鉢植えを一つ買ってきてはそれに水をやりながら話しかけて。そうすると答えてくれる気がするんですよ」と述べていた。当時海外で過ごすことの多かった土屋は、英語でのコミュニケーションに疲弊しており、週末に食料を買い損ねると月曜日の朝まで水しかない状態に置かれることもあったほか、エゴン・シーレの絵画に没頭したことなども影響し、本作においては孤独感を追求したと述べている。
本作にはヤン富田によるスティール・ドラムの音色が使用されており、土屋は自らプロフェット5やオーバーハイムなどのシンセサイザーを使用して同種の音色を制作していたが、ヤン富田による本物の音色について土屋は「富田さんの本物はやっぱりよかったですよ」と述べている。またインタビュアーからジャパンのアルバム『錻力の太鼓』（1981年）においてプロフェット5が徹底的にパーカッションとして導入されていたことが影響したのかと尋ねられた土屋はそれを否定し、プロフェット5を手にしたミュージシャンは時機の違いはあれど必ずそこにたどり着くものであると述べ、「ピンク・ノイズ」という機能が搭載されていたのはプロフェット5のみであり、音程をずらした音を組み合わせることで無限のバリエーションの音色が制作可能であると述べている。「アフリカン・ナイツ」に関して見岳は、「すみれ September Love」に続く音楽性を持ったシングル曲として制作されたものであると推測しているが、ミディアム・テンポで大人の音楽になっているとの感想を述べている。また見岳は「すみれ September Love」と同系統の曲を求められた土屋がそれを突っぱねたのではないかと推測しており、当時のヒット曲に多く存在したミドル・テンポでありながら、テレビの音楽番組の視聴者層には理解されにくい曲に仕立て上げたことが土屋らしい部分であると述べている。

## リリース、プロモーション、チャート成績
1983年7月21日にEPIC・ソニーレコードからLPとしてリリースされた。LPの帯に記載されたキャッチフレーズは「さまよえる音のジプシー達、辿り着いたオアシスに水晶の月が— 。」であった。本作は同年にオランダにおいてもリリースされている。本作からはサントリー「CANジンフィズ」のコマーシャルソングとして使用された「アフリカン・ナイツ」が先行シングルとしてシングルカットされたほか、土屋自身が出演したダイヤトーン「ロボティ」のコマーシャルソングとして使用された「ドリーム・オブ・ザ・ジプシーズ」がリカットとしてリリースされている。
同年4月23日にはフジテレビ系深夜番組『オールナイトフジ』（1983年 - 1991年）に出演し、「すみれ September Love」を含む数曲を演奏。4月25日にはフジテレビ系音楽番組『夜のヒットスタジオ』（1968年 - 1985年）に出演し、「ファイル・ツアー」にてメンバーとして同行したパーシー・ジョーンズおよびスティーヴ・ジャンセン、リチャード・バルビエリとの共演で新曲として「アフリカン・ナイツ」を生演奏した。本作はオリコンアルバムチャートにて最高位第61位、登場週数4回で売り上げ枚数は0.7万枚となった。
2006年12月20日にはボックス・セット『MAGIC VOX: IPPU‐DO ERA 1979–1984』においてデジタル・リマスタリング版として初CD化され、シングル曲やライブテイクなどのボーナストラック7曲が収録される形で再リリースされた。ボーナス・トラックは土屋の写真集『Alone』に付属していたソノシートの音源と最後のシングルとなった「ムーンライト・マジック」（1984年）が収録されている。2013年10月30日には前述のボックス・セットから単体でリリースされる形で、ボーナストラックも含めた『NIGHT MIRAGE＋7』として紙ジャケットおよびBlu-spec CD2仕様で再リリースされた。

## ツアー
本作リリース前に「ファイル・ツアー」と題した全国コンサート・ツアーが行われており、4月29日の函館市民会館公演を皮切りに6月9日の熊本市民会館公演まで、16都市全19公演が実施された。同ツアーは「ファイル#1」がTHE MODSとパールハーバー・ウィズ・チューダーズ、マイキー・ドレッド、「ファイル#2」が一風堂とデヴィッド・ヴァン・ティーゲムという2つの組み合わせが交互の日程で登場するという変則的なライブコンサートであった。
一風堂のメンバーは土屋および見岳に加え、パーシー・ジョーンズ（ベース）、スティーヴ・ジャンセン（ドラムス）、リチャード・バルビエリ（キーボード）という5人編成であった。コンサート会場には一風堂の従来のファンのほかに「すみれ September Love」によって生まれた浮動層、当時解散したばかりであったジャパンのメンバーが2人参加していることからおおよそ3種類のファンが混在する形となり、聴衆のリアクションにも混乱が生じたと言われている。同ツアーではリリース前であった本作収録曲が演奏されたほか、土屋のソロ・アルバム『RICE MUSIC』（1982年）や見岳のソロ・アルバム『OUT OF REACH』（1983年）の収録曲も演奏されている。また、同ツアー6月6日および6月7日の中野サンプラザ公演の模様を収録したライブ・アルバム『live and zen』（1984年）が後にリリースされた。

## 批評
雑誌編集者である田中雄二は、同時期に行われた「ファイル・ツアー」と同じメンバーでレコーディングが行われたことに触れ、本作はジャケットの植物や水晶に表された静かな「癒し」をテーマにした作品であると主張した上で、「Water Flower」でのヤン富田によるスティール・ドラムや「ロンリー・シーライオン」がギリシャ風のテーマになっていることなどを踏まえ、「東欧的なエキゾティシズムで貫かれている」と肯定的に評価した。また、プランツ・システムという装置による試みはブライアン・イーノ的であると主張した。

## 収録曲
- CD付属の歌詞カードに記載されたクレジットを参照[21]。また、4、6、10曲目およびボーナストラックの11曲目から15曲目まではインストゥルメンタルとなっている。

| #         | タイトル                                    | 作詞                             | 作曲      | 編曲      | 時間  |
| --------- | ------------------------------------------- | -------------------------------- | --------- | --------- | ----- |
| 1.        | 「プランツ・ミュージック」(Plant's Music)   | 土屋昌巳                         | 土屋昌巳  | 土屋昌巳  | 6:07  |
| 2.        | 「アフリカン・ナイツ」(African Nights)      | 仲畑貴志                         | 土屋昌巳  | 土屋昌巳  | 4:51  |
| 3.        | 「僕の心に夏の雨」(Rain in My Heart)        | 土屋昌巳、スティーヴ・ジャンセン | 土屋昌巳  | 土屋昌巳  | 4:34  |
| 4.        | 「Water Flower」                            |                                  | 土屋昌巳  | 土屋昌巳  | 1:42  |
| 5.        | 「ロンリー・シーライオン」(Lonely Sea Lion) | 土屋昌巳                         | 土屋昌巳  | 土屋昌巳  | 4:43  |
| 合計時間: | 合計時間:                                   | 合計時間:                        | 合計時間: | 合計時間: | 21:57 |

| #         | タイトル                                                 | 作詞      | 作曲      | 編曲             | 時間  |
| --------- | -------------------------------------------------------- | --------- | --------- | ---------------- | ----- |
| 6.        | 「Sorrow-悲しみ」(Sorrow)                                |           | 土屋昌巳  | 土屋昌巳         | 1:30  |
| 7.        | 「ドリーム・オブ・ザ・ジプシーズ」(Dream of the Gypsies) | 土屋昌巳  | 土屋昌巳  | 土屋昌巳         | 3:09  |
| 8.        | 「“Sail On”」                                            | 土屋昌巳  | 土屋昌巳  | 土屋昌巳         | 5:47  |
| 9.        | 「月の蜃気楼」(Moon Mirage)                              | 土屋昌巳  | 土屋昌巳  | 土屋昌巳、見岳章 | 5:08  |
| 10.       | 「水晶の葉」(Crystal Leaves)                             |           | 見岳章    | 見岳章           | 4:14  |
| 合計時間: | 合計時間:                                                | 合計時間: | 合計時間: | 合計時間:        | 19:48 |

| #         | タイトル                   | 作詞      | 作曲      | 編曲      | 時間  |
| --------- | -------------------------- | --------- | --------- | --------- | ----- |
| 11.       | 「Alone」                  |           | 土屋昌巳  | 土屋昌巳  | 3:40  |
| 12.       | 「Things To Worry About」  |           | 土屋昌巳  | 土屋昌巳  | 2:06  |
| 13.       | 「Fear For The Future」    |           | 土屋昌巳  | 土屋昌巳  | 4:53  |
| 14.       | 「In Time-Out Of Time」    |           | 土屋昌巳  | 土屋昌巳  | 4:29  |
| 15.       | 「Nightgulls」             |           | 土屋昌巳  | 土屋昌巳  | 5:17  |
| 16.       | 「Never Mind」             | 土屋昌巳  | 土屋昌巳  | 土屋昌巳  | 5:12  |
| 17.       | 「ムーンライト・マジック」 | 土屋昌巳  | 土屋昌巳  | 土屋昌巳  | 3:38  |
| 合計時間: | 合計時間:                  | 合計時間: | 合計時間: | 合計時間: | 29:15 |

## スタッフ・クレジット
- CDバックカバーに記載されたクレジットを参照[21]。

### 一風堂
- 土屋昌巳 – ボーカル、コーラス、ギター、シンセサイザー、エミュレータ
- 見岳章 – キーボード、シンセサイザー、エミュレータ、コーラス

### 参加ミュージシャン
- スティーヴ・ジャンセン – ボイス、ドラムス
- パーシー・ジョーンズ – ベース
- リチャード・バルビエリ – シンセサイザー・ソロ、シンセサイザー（9曲目のみ）
- 仙波清彦 – パーカッション
- ヤン富田 – スチールドラム
- ジョーストリングス – ストリングス
- 藤井丈司 – プランツ・システム
- 山添昭彦 – プランツ・システム
- 松武秀樹 – プランツ・システム

### 録音スタッフ
- 土屋昌巳 – プロデューサー
- 伊東俊郎 – エンジニア、ミキシング・エンジニア
- 深田晃 – アシスタント・エンジニア
- 大森政人 – アシスタント・エンジニア
- 渡辺茂美 – アシスタント・エンジニア

### その他スタッフ
- 井上嗣也 – アート・ディレクション、デザイン
- うえだよう (BEANS) – デザイン
- 鋤田正義 – 写真撮影
- 須藤洋子 – スタイリスト、メイク・アップ
- Ready Made Music – マネージメント・オフィス

## リリース日一覧
| No. | 地域     | リリース日     | レーベル                                 | 規格         | カタログ番号 | 最高順位 | 備考 | 出典          |
| --- | -------- | -------------- | ---------------------------------------- | ------------ | ------------ | -------- | --- | ------------- |
| 1   | 日本     | 1983年7月21日  | EPIC・ソニー                             | LP           | 28・3H-94    | 61位     | |               |
| 2   | オランダ | 1983年         | エピック・レコード                       | LP           | EPC 25506    | -        | |               |
| 3   | 日本     | 2006年12月20日 | ソニー・ミュージックダイレクト／GT music | CD           | MHCL-1024    | -        | ボックス・セット『MAGIC VOX: IPPU‐DO ERA 1979–1984』収録 デジタル・リマスタリング盤、ボーナス・トラック7曲収録 | [ 22 ] [ 23 ] |
| 4   | 日本     | 2013年10月30日 | CSレコード                               | BSCD2        | DYCL-7009    | -        | 2006年リマスター盤、紙ジャケット仕様、ボーナス・トラック7曲収録                                                |               |
| 5   | 日本     | 2013年11月27日 | ソニー・ミュージックダイレクト           | AAC-LC       | -            | -        | デジタル・ダウンロード、ボーナストラック7曲収録                                                                | [ 24 ]        |
| 6   | 日本     | 2013年11月27日 | ソニー・ミュージックダイレクト           | ロスレスFLAC | -            | -        | デジタル・ダウンロード、ボーナストラック7曲収録                                                                | [ 25 ]        |